# Common threads: Stories from the quilt
Common Threads: Stories From The Quilt (Hilos Comunes: Historias del Edredón) es un documental de 1989 que narra la historia del NAMES Project AIDS Memorial Quilt. Narrado por Dustin Hoffman con una partitura musical escrita y realizada por Bobby McFerrin, este filme se centra en varias personas representadas en el edredón, combinando recuerdos personales con fotos de archivo de los sujetos, junto con tomas de varios políticos, médicos y otras personas con SIDA. Cada sección del filme está puntuado con estadísticas detallando el número de estadounidenses diagnosticados y fallecidos por SIDA a través de los primeros años de la epidemia. El filme termina con la primera exhibición del edredón completo (hasta la terminación del filme) en el National Mall en Washington D. C., durante la Segunda Marcha Nacional en Washington por los Derechos Lésbicos y Gais en 1987.
El filme, realizado para HBO, estuvo basado en parte en el libro The Quilt: Stories From The NAMES Project por Cindy Ruskin (escritora), Matt Herron(Fotografía) y Deborah Zemke (Diseño).
El filme relata la vida de seis personas conmemoradas en los paneles:
- Dr. Tom Waddell, fundador de los Gay Games; su historia es contada por su amiga y madre de su hija, Sara Lewinstein.
- David Mandell Jr., un joven hemofílico; los narradores son sus padres, David Mandell y Suzi Mandell.
- Robert Perryman, un hombre afroamericano que se contagió de la enfermedad a través del uso de drogas intravenosas, Sallie Perryman cuenta su historia.
- Jeffrey Sevcik, un hombre homosexual; su historia es contada por su pareja, el crítico de cine e historiador Vito Russo.
- David C. Campbell, un veterano de la Marina de los Estados Unidos; su narrador es su pareja, Tracey Torrey, quien luego se convertiría en su propio narrador al sucumbir a la enfermedad y fue conmemorado en el transcurso de la filmación.

Junto con estas historias personales, el filme revisa la historia del NAMES Project y muestra el proceso de creación de los paneles para el edredón. También documenta la respuesta- o la falta de esta- a la aparición de la epidemia de SIDA por la administración de Reagan a través del uso de tomas de archivo de Reagan y miembros de su administración, la acción de la comunidad médica ante la creciente crisis de salud, y los primeros intentos entre la comunidad gay para organizarse alrededor de la cuestión del SIDA a través de acciones de activistas, como el autoproclamado "Poster Boy del SK" Bobbi Campbell y el cofundador del Gay Men's Health Crisis y ACT UP, Larry Kramer.

## Premios
Common Threads ganó el Premio de la Academia a Mejor Documental en 1990. Este fue el segundo Oscar para el productor/director Rob Epstein. Anteriormente ganó por The Times of Harvey Milk, una biografía del político abiertamente gay de San Francisco Harvey Milk. El filme también ganó el Premio Interfilm en el Festival de Cine de Berlín de 1990, un GLAAD Media Award por Mejor Documental para Televisión y un Premio Peabody.